# 波士頓法律劇集列表
波士頓法律（Boston Legal）是一部於 2004年10月3日至2008年12月8日期間在美國廣播公司首播的法律喜劇，由大衛·E·凱利擔任編劇及製作人。該電視劇由20世紀福克斯電視公司拍攝，大衛·E·凱利製作公司為協助拍攝方。
《波士頓法律》是另一部由大衛·E·凱利擔任編劇及製作人的法律劇《法網豪情》的衍生劇，講述了《法網豪情》中的角色艾倫·舒爾在科瑞恩·普爾·斯米特律師事務所的故事。

## 概況
| 播出季 | 播出季 | 集數 | 首播時間  | DVD發售日期    | DVD發售日期    | DVD發售日期    | DVD發售日期 |
| 播出季 | 播出季 | 集數 | 首播時間  | 第一區         | 第二區         | 第四區         | 碟片數      |
| ------ | ------ | ---- | --------- | -------------- | -------------- | -------------- | ----------- |
|        | 1      | 17   | 2004–2005 | 2006年5月23日  | 2006年7月24日  | 2006年8月9日   | 5           |
|        | 2      | 27   | 2005–2006 | 2006年11月21日 | 2007年5月5日   | 2007年2月21日  | 7           |
|        | 3      | 24   | 2006–2007 | 2007年9月8日   | 2008年1月14日  | 2007年10月10日 | 7           |
|        | 4      | 20   | 2007–2008 | 2008年9月23日  | 2008年10月13日 | 2008年12月3日  | 5           |
|        | 5      | 13   | 2008      | 2009年5月5日   | 2009年5月11日  | 2009年8月6日   | 4           |

## 外部連結
- 波士頓法律官方網站（英文）
- 波士頓法律 Archive.today的存檔，存档日期2013-01-03在互联网电影数据库（英文）
- 波士頓法律 （页面存档备份，存于）在TV.com（英文）
- 波士頓法律 （页面存档备份，存于）在豆瓣網（简体中文）
- 波士頓法律在時光網（简体中文）